# Airbus A310
Az Airbus A310 szélestörzsű, kéthajtóműves utasszállító repülőgép, melyet az Airbus Industries fejlesztett ki az 1980-as évek elejére, az Airbus A300 típus továbbfejlesztésével. Az eredeti repülőgép törzsét lerövidítették, szárnyait változatlanul hagyták, és új, szénszálerősítésű műanyagból készült függőleges vezérsíkot szereltek rá. Befogadóképessége kisebb, hatótávolsága nagyobb, mint az eredeti repülőgépé.

## Balesetek
Az Aeroflot 593-as járat egy utasszállító repülőgép volt, amely Sheremetyevo Nemzetközi Repülőtérről, Moszkva, Oroszország, Hongkong Kai Tak Repülőtérre tartott. 1994. március 23-án a járatot obszolgáltató Airbus A310-304 típusú repülőgép a Kuznetsk Alatau hegységbe csapódott Kemerovo megyében, az összes 63 utassal és 12 fős személyzettel a fedélzetén.
Technikai hiba nyomai nem kerültek elő. A pilótafülkét rögzítő hang- és repülési adatfelvételek kimutatták, hogy a kormányzókapitány 13 éves lánya és 15 éves fia tartózkodott a pilótafülkében. Amikor a pilóta fia az irányító székben ült, észrevétlenül részben kikapcsolta az A310 autopilótáját a repülőgép kormányzólapjainak irányításában. Az autopilóta ezután teljesen kikapcsolódott, ami az repülőgép meredek kanyarodásba és majdnem függőleges zuhanásba sodródott. Annak ellenére, hogy sikerült kiegyenlíteniük a repülőgépet, az első tiszt túl nagy korrekciót hajtott végre, amikor fel akart emelkedni, ami a repülőgép stallhoz és egy forgásba való bekerüléséhez vezetett. A pilótáknak sikerült újra kiegyenlíteniük a repülőgépet, de a gép egy biztonságos magasság alá süllyedt, így nem tudták megkezdeni a helyreállítást, és végül egy hegyi területre zuhant. Az összes 75 utas az ütközés következtében életét vesztette.

## Üzemeltető légitársaságok
A típus változataiból összesen 255 darabot rendeltek meg és szállítottak le. Jelenleg 205 áll ténylegesen szolgálatban.
A szállítások évenkénti bontásban a következőképp néznek ki:
| 1983 | 1984 | 1985 | 1986 | 1987 | 1988 | 1989 | 1990 | 1991 | 1992 | 1993 | 1994 | 1995 | 1996 | 1997 | 1998 |
| 17   | 21   | 26   | 19   | 21   | 28   | 23   | 18   | 19   | 24   | 22   | 2    | 2    | 2    | 2    | 1    |

A típus főbb üzemeltetői:
- Air India, 11 db
- Air Transat, 12 db
- FedEx, 65 db
- Pakistan International Airlines, 12 db

## Lásd még
- Airbus A300
- Boeing 767